# Artelida scutellaris
Artelida scutellaris là một loài bọ cánh cứng trong họ Cerambycidae.